# Holochroa unicolor
Holochroa unicolor är en fjärilsart som beskrevs av Druce 1898. Holochroa unicolor ingår i släktet Holochroa och familjen mätare. Inga underarter finns listade i Catalogue of Life.